# Кашина Донато дел Конте (Милано)
Кашина Донато дел Конте је насеље у Италији у округу Милано, региону Ломбардија.
Према процени из 2011. у насељу је живело 11 становника. Насеље се налази на надморској висини од 117 м.